# Demetria Rzymianka
Demetria Rzymianka (zm. 361–363 w Rzymie) – święta Kościoła katolickiego, męczennica.
Córka świętych męczenników Flawiusza z Montefiascone i Dafrozy, siostra św. Bibiany. Żyła za panowania cesarza rzymskiego Juliana Apostaty. Wraz z całą rodziną poniosła śmierć męczeńską w czasie prześladowania chrześcijan.
Jej wspomnienie liturgiczne obchodzone jest 21 czerwca.